# Kris Medlen
Kristopher Allen Medlen (né le 7 octobre 1985 à Artesia, Californie, États-Unis) est un lanceur droitier des Royals de Kansas City de la Ligue majeure de baseball.

## Carrière
Après des études secondaires à la Gahr High School de Cerritos (Californie), Kris Medlen est repêché en juin 2003 par les Devil Rays de Tampa Bay au 37e tour de sélection. Il repousse l'offre et suit des études supérieures au Santa Ana College où il porte les couleurs des Santa Ana Dons de 2004 à 2006.  

### Braves d'Atlanta
Medlen rejoint les rangs professionnels à l'issue du repêchage amateur du 6 juin 2006 par les Braves d'Atlanta au dixième tour de sélection. Il perçoit un bonus de 85 000 dollars à la signature de son premier contrat professionnel le 6 juin 2006. 
Il passe trois saisons en Ligues mineures avant d'effectuer ses débuts en Ligue majeure le 21 mai 2009. Lors de sa première saison, il effectue 37 sorties, la majorité comme lanceur de relève. On lui confie aussi la balle pour quatre départs. Il est le partant des Braves à l'occasion de son premier match, mais ne reste sur le monticule que trois manches face aux Rockies du Colorado et encaisse la défaite. Lanceur perdant à sa deuxième sortie, il remporte sa première victoire le 31 mai à la suite d'une solide performance contre les Diamondbacks de l'Arizona.
En 2009, sa fiche est de 3 victoires, 5 défaites, avec une moyenne de points mérités de 4,26 et 72 retraits sur des prises en seulement 67.2 manches lancées.
Medlen connaît une bonne saison en 2010, comme en témoigne sa fiche de 6-2 après 31 sorties, dont 14 départs. Toutefois, sa saison se termine en août, alors qu'il subit une opération de type Tommy John pour réparer des ligaments au coude. Durant son absence du jeu, Medlen tient un blog intitulé Road to Recovery, dans lequel il décrit sa convalescence. Il rate presque toute la saison 2011 et revient au jeu le 25 septembre contre Washington. Il effectue deux sorties en relève en fin de saison 2011.

#### Saison 2012
Il conserve la meilleure moyenne de points mérités (0,50 en 35 manches et deux tiers lancées) du baseball majeur en août 2012, et blanchit l'adversaire pendant 28 manches et un tiers consécutives entre le 11 et le 28 août. Il est nommé meilleur lanceur du mois d'août dans la Ligue nationale.
Medlen entreprend la saison 2012 comme releveur avant d'amorcer un premier match comme lanceur partant le 31 juillet. En 12 départs de cette date à la fin de la saison régulière, Medlen remporte 9 victoires contre aucune défaite avec une moyenne de points mérités de 0,97. Le 29 septembre 2012, les Braves remportent une 23e victoire de suite dans les matchs où Medlen est le partant, même si celui-ci n'a pas toujours eu la victoire portée à sa fiche. Cette séquence, amorcée en 2012, bat le record des majeures de Carl Hubbell pour les Giants de New York de 1936-1937 et de Whitey Ford des Yankees de New York de 1950 à 1953.
Medlen est nommé meilleur lanceur du mois de septembre dans la Nationale et est choisi par les Braves comme lanceur partant du match de meilleur deuxième qui les oppose aux Cardinals de Saint-Louis pour commencer les séries éliminatoires le 5 octobre. Il est toutefois le lanceur perdant de ce match, où les Braves sont éliminés.

#### Saison 2013
En saison 2013, Medlen connaît une fois de plus une forte fin de saison. Il est d'ailleurs nommé meilleur lanceur du mois de septembre dans la Ligue nationale, un honneur qu'il reçoit pour la 3e fois de sa carrière après ses performances d'août et septembre 2012. En 5 départs, l'adversaire est limité à une moyenne au bâton de ,197 contre lui et il mène la ligue en septembre avec une moyenne de points mérités de 1,00. Il termine 2013 avec 15 victoires, 12 défaites et une moyenne de 3,11 points mérités accordés par partie. Il amorce 31 matchs pour une présence en relève et compte 197 manches lancées. Pour la deuxième année de suite, il est le lanceur partant des Braves à leur premier match éliminatoire. Mais il ne dure que 4 manches dans une défaite contre les Dodgers de Los Angeles en ouverture de la Série de division qui s'avère difficile pour les lanceurs d'Atlanta et se solde par l'élimination du club.

#### Saison 2014
Blessé au camp d'entraînement 2014 des Braves, Medlen subit en mars sa deuxième opération de type Tommy John et rate la saison qui suit.

### Royals de Kansas City
Medlen n'est pas dans les plans des Braves pour la saison 2015 et, devenu agent libre, il signe le 18 décembre 2014 un contrat de deux saisons avec les Royals de Kansas City. 
Medlen, dont le dernier match datait du 27 septembre 2013 avec Atlanta, effectue son retour dans les majeures le 20 juillet 2015 avec Kansas City. En 8 départs et 7 apparitions en relève pour les Royals en 2015, il lance 58 manches et un tiers, remporte 6 victoires contre deux défaites mais avec une moyenne de points mérités de 4,01.

## Statistiques
| Saison | Équipe  | G  | GS | CG | SHO | V | D | SV | IP    | SO  | ERA  |
| ------ | ------- | -- | -- | -- | --- | - | - | -- | ----- | --- | ---- |
| 2009   | Atlanta | 37 | 4  | 0  | 0   | 3 | 5 | 0  | 67.2  | 72  | 4,26 |
| 2010   | Atlanta | 31 | 14 | 0  | 0   | 6 | 2 | 0  | 107.2 | 83  | 3,68 |
| Totaux | Totaux  | 68 | 18 | 0  | 0   | 9 | 7 | 0  | 175.1 | 155 | 3,90 |

Note : G = Matches joués ; GS = Matches comme lanceur partant ; CG = Matches complets ; SHO = Blanchissages ; 
V = Victoires ; D = Défaites ; SV = Sauvetages ; IP = Manches lancées ; SO = Retraits sur des prises ; ERA = Moyenne de points mérités.